# Laura Alexandra Ramos
Laura Alexandra Ramos ist eine US-amerikanische ehemalige Filmschauspielerin.

## Leben
Ramos gab im Jahr 2007 erschienenen Film Girls United – Alles auf Sieg in einer Nebenrolle als Cheerleaderin ihr Schauspieldebüt. In den nächsten Jahren erhielt sie Rollenbesetzungen in kleineren Kurzfilmproduktionen und Nebenrollen in Spielfilmproduktionen unter anderen in Beethovens großer Durchbruch, Sacred – Die Prophezeiung, Scare Zone oder The Comedian at The Friday. 2011 spielte sie mit der Rolle der Aurora Pilar eine der Hauptrollen im Film Nerve. Zu Beginn der 2010er Jahre folgten mehrere Filmrollen im vom Filmstudio The Asylum produzierte Filme. So spielte sie 2012 in Evil Born die Rolle der Gabriella, 2013 im Horrorfilm The Bell Witch Haunting die Rolle der Lynn, 2014 in Jail Bait – Überleben im Frauenknast als Camille, im Katastrophenfilm Airplane vs. Volcano als Sergeant Graham und im Science-Fiction-Film World of Tomorrow – Die Vernichtung hat begonnen als Cabrera. Zuletzt war sie als weibliche Hauptdarstellerin der Cassandra im Film Feast of the Body aus dem Jahr 2016 als Schauspielerin zu sehen.

## Filmografie (Auswahl)
- 2007: Girls United – Alles auf Sieg (Bring It On: In It to Win It)
- 2008: This Man’s Life (Kurzfilm)
- 2008: Beethovens großer Durchbruch (Beethoven’s Big Break)
- 2009: Sacred – Die Prophezeiung (The Sacred)
- 2009: Scare Zone
- 2010: The Comedian at The Friday
- 2011: Hit the Lights (Kurzfilm)
- 2011: Nerve
- 2011: The Mudman
- 2011: Engagement (Kurzfilm)
- 2012: The Invention of Video Games (Kurzfilm)
- 2012: Evil Born (12/12/12)
- 2013: My Roommate the (Fernsehserie, Episode 3x10)
- 2013: Baseball’s Last Hero: 21 Clemente Stories
- 2013: Come Here Often (Kurzfilm)
- 2013: The Bell Witch Haunting
- 2013: Amor Imposible (Kurzfilm)
- 2014: Jail Bait – Überleben im Frauenknast (Jailbait)
- 2014: Airplane vs. Volcano
- 2014: World of Tomorrow – Die Vernichtung hat begonnen (Age of Tomorrow)
- 2016: Feast of the Body